# Ribautia montana
Ribautia montana är en mångfotingart som beskrevs av Krauss 1954. Ribautia montana ingår i släktet Ribautia och familjen storjordkrypare.
Artens utbredningsområde är Peru. Inga underarter finns listade i Catalogue of Life.